# Seaforth (Schiff)
Die Seaforth war ein 1939 in Dienst gestelltes Passagier- und Frachtschiff der britischen Reederei Elder Dempster Lines, das für den Linienverkehr zwischen Liverpool und Westafrika gebaut wurde. Das Schiff wurde am 18. Februar 1941 von dem deutschen U-Boot U 103 versenkt, wobei alle 59 Passagiere und Besatzungsmitglieder an Bord ums Leben kamen.

## Geschichte
Das Motorschiff Seaforth wurde auf der Werft Caledon Shipbuilding & Engineering Company in der schottischen Hafenstadt Dundee gebaut und lief dort am 22. November 1938 vom Stapel. Die Fertigstellung erfolgte am 24. Februar 1939. Die Seaforth wurde für den Passagier- und Frachtverkehr von Großbritannien nach Westafrika gebaut. Am 27. November 1940 lief sie in Liverpool nach einer Reise von Lagos ein und am 12. Dezember 1940 legte sie erneut nach Lagos ab und stoppte auf der Fahrt in Glasgow, Freetown, Sekondi-Takoradi, Cape Coast, Winneba und Accra. Am 11. Januar 1941 legte das Schiff in Lagos an. Dort wurden am 13. Januar neue Besatzungsmitglieder angeworben, von denen eines am 25. Januar wieder entlassen wurde.
Am Donnerstag, dem 18. Februar 1941 befand sich die Seaforth unter dem Kommando des 52-jährigen Kapitäns Walter Minns auf Rückfahrt von Monrovia (Liberia) nach Liverpool. An Bord waren 47 Besatzungsmitglieder, zwei Kanoniere und zehn Passagiere, darunter vier Frauen. Die Fracht bestand aus westafrikanischen Produkten.
Um 21.33 Uhr am 18. Februar wurde das allein fahrende Schiff südlich von Island mittschiffs von einem Torpedo des deutschen U-Boots U 103 getroffen, das sich unter dem Kommando von Kapitän zur See Viktor Schütze auf seiner dritten Feindfahrt befand. Nach einem Fangschuss um 21.50 Uhr sank die Seaforth schnell über das Heck auf der Position 58° 48′ N, 18° 17′ W. U 103 hatte das Schiff bereits um 13.55 Uhr gesichtet und um 21.30 Uhr erstmals torpediert, doch dieser Torpedo war daneben gegangen. An Bord des U-Boots wurde gesichtet, dass nach dem ersten Treffer Rettungsboote klargemacht wurden, doch von den 59 Menschen an Bord der Seaforth überlebte niemand die Versenkung.
Der Untergang der Seaforth wurde in britischen Zeitungen nicht bekannt gegeben. In offiziellen Aufzeichnungen hatte das Schiff einige Monate lang den Status „vermisst“. Erst am 23. September 1941 wurde durch die Behörden vermerkt, dass die Seaforth „am 18. Februar 1941 torpediert und vermutlich gesunken“ war. Die Namen der Seeleute der Seaforth sind auf dem Kriegsdenkmal Tower Hill Memorial an der Südseite des Trinity Square Gardens in London aufgelistet.